# Жапоран
Жапоран (порт. Japorã) — муниципалитет в Бразилии, входит в штат Мату-Гросу-ду-Сул. Составная часть мезорегиона Юго-запад штата Мату-Гроссу-ду-Сул. Входит в экономико-статистический микрорегион Игуатеми. Население составляет 7340 человек на 2006 год. Занимает площадь 419,804 км². Плотность населения — 17,5 чел./км².

## История
Город основан 30 апреля 1992 года. 

## Статистика
- Валовой внутренний продукт на 2003 год составляет 29 520 586,00 реалов (данные: Бразильский институт географии и статистики).
- Валовой внутренний продукт на душу населения на 2003 год составляет 4348,30 реалов (данные: Бразильский институт географии и статистики).
- Индекс развития человеческого потенциала на 2000 год составляет 0,636 (данные: Программа развития ООН).